# Київ-5
Київ-5 — український тролейбус, що випускався у 1963—1965 роках на Київському заводі електротранспорту, Львівському автобусному заводі та Одеському автоскладальному заводі. Кожен з заводів надав тролейбусові власну назву: львівський звався ЛАЗ-695Т (за деякими даними — ЛАЗ-695Е), київський — «Київ-5ЛА», і одеський «ОдАЗ-695Т». Загальна назва цих тролейбусів — «Київ-5»
Тролейбус був побудований у кузові ЛАЗ 695Б і за своїми розмірами повністю уніфікований з ним; електрообладнання він отримав від тролейбуса «Київ-4». Це була машина середньої місткості, протягом виробництва було випущено близько 550 екземплярів цього тролейбуса. Ця техніка виявилася недовговічною, тому ці тролейбуси прожили, як правило, досить недовго.

## Історія
На початку 1960-х років в УРСР виникла нестача у рухомому складі тролейбусів, на той час МТБ-82 вже значно застарів, та був вже кілька років знятий з виробництва. Ще у 1962 році, був випущений зразок тролейбуса у кузові тоді популярних автобусів Львівського автобусного заводу ЛАЗ 695Б, і випущений він був у Баку та був названий БТЛ-62. Було виготовлено декілька десятків екземплярів, зроблених у кузові ЛАЗ-695Б, і вони експлуатувалися у 1960-х роках у Баку. Вони являли собою кустарну переробку з ЛАЗ-695Б. Київ-5 був цілком заводською машиною.
Керівництво Київського заводу електротранспорту вирішило про створення нового тролейбуса на базі вже існуючого автобуса — це було значно простіше та швидше, ніж проектувати, та робити з нуля нову модель; у короткі строки було спроектовано схему розміщення електрообладнання на даху машини. Непоганий львівський автобус, ЛАЗ-695Б, був вибраний створення тролейбуса. Перші тролейбуси на базі ЛАЗ-695 виготовив сам ЛАЗ, це були повністю комплектні машини, з електрообладнанням аналогічним тролейбусам «Київ» — партія з 10 машин на початку 1963 року була випущена заводом і залишилася у рідному місті Львів, де працювала до кінця 1960-х років.
Потім виробництво моделі перейшло на Київський завод електротранспорту, де машина отримала нову назву Київ-5ЛА; КЗЕТ та ЛАЗ працювали спільно — автобусний завод виготовляв кузов, і машини майже зібраними (без двигуна внутрішнього згоряння та усього, що притаманне автобусові) приходили на КЗЕТ, на якому на них ставилося електрообладнання і електричний двигун. КЗЕТ робив тролейбуси «Київ-5ЛА» у 1963—1964 роках, і за цей час виготовлено 75 машин, Житомир, Донецьк, Чернівці, Алчевськ, Луганськ, Чернігів. Особливістю цих тролейбусів була відсутність емблеми ЛАЗу, натомість з'явився надпис «Київ-5» на передку тролейбуса.
У 1963 році до випуску «Київ-5» підключився Одеський автоскладальний завод, і там модель отримала назву ОдАЗ-695Т; ОдАЗові було необхідно збільшити свої виробничі потужності, і КЗЕТ самотужки не справлявся задовольняти потребу у тролейбусах. На ОдАЗі за два роки виробництва було випущено 476 ОдАЗ-695Т: кузови поставлялися зі ЛАЗу, а електрообладнання з КЗЕТа. ОдАЗи працювали у Севастополі, Херсоні та інших містах на півдні УРСР. Львівські тролейбуси у кузові ЛАЗ-695Б також Одеського виробництва. За два роки виробництва «Київ-5» було випущено близько 550 тролейбусів цієї моделі. 
Однак, у моделі Київ-5ЛА було виявлено кілька суттєвих недоліків. По-перше, машина це була середнього класу (довжина 9,22 метра, а «Київ-2» та «Київ-4» були довшими — 10,33 метри), та мала невелику місткість; по-друге конструкція була не дуже надійною, наприклад дах потребував зміцнення, по-третє, машина мала невисоку стелю салону, салон сам був доволі тісним, і доволі  незручним для пасажирів та і загальна якість збірки була середньою. Тим більше, що пасажиропотоки у 60-х невпинно росли, а тролейбус середньої місткості для перевезення великої кількості пасажирів явно мало підходив.
Тролейбуси у кузові ЛАЗ-695Б, були повним сурогатом, адже у конструкцію машини ніяких змін не вносилося. Вони були ненадійними у експлуатації та мали невдалу, та недовговічну конструкцію, машина себе показала доволі аварійною та була дуже середньої якості. Через це, у містах, де працювали ці тролейбуси, Київ-5 почали масово списувати вже наприкінці 1960-х років, більше усього у 1968—1969 роках, у деяких містах, їх відсторонили ще раніше.
Що стосується тролейбусів БТЛ-62, то відмінність їх від українських «Київ-5ЛА» полягала у тому, що вони перероблялися з автобусів, що вже були у використанні як автобуси, а Київ-5 були чистокровними тролейбусами.
Доля БТЛ-62 невідома, відомо лише, що їх було випущено 37 штук. Імовірно, вони працювали до початку 1970-х, і були списані від природного зносу ненадійної ходової частини.
Останні Київ-5 було списано у 1972 році, жодна з машин не досягла навіть 10-річного віку. Деякі з машин (а Київ-5ЛА мали кузов автобуса ЛАЗ-695) було переобладнано назад у автобуси. Жодна з машин не збереглася, а автобуси ЛАЗ-695, які виявилися дуже вдалими, і у своїх, переважно пізніх модифікаціях досі можна побачити у країнах пострадянського простору.

## Опис моделі
«Київ-5» є створеним на базі автобуса Львівського автобусного заводу ЛАЗ-695, і за кузовом з ним повністю уніфікований (кузов у них один), і відповідно, однакові габаритні розміри — довжина Київ-5 становила 9,22 метра, а ширина — 2,50. За своїми розмірами, він був меншим за «Київ-2» та «Київ-4», довжина яких була 10,33 метри. Однак невелика довжина машини, та невелика колісна база (яка становила 4,19 метри на противагу 6,00 метра у Київ-2 та Київ-4) зробила машину дуже повороткою, мобільною, та маневровою. Це мало суттєву перевагу — і принаймні ЛАЗи, до того ж, вже мали гідропідсилювач керма, як це було з «Київ-5» це точно невідомо. За масовими показниками тролейбус був набагато легшим за МТБ-82 та «Київ-2» і «Київ-4», і був динамічнішим за ці машини.
Кузов тролейбуса був несним, а не рамним, як на Київ-2/4; головним несним елементом конструкції тролейбуса був каркас, виконаний зі сталевих труб, рама-ферма у тролейбуса також існувала, вона виконувала функцію основи та зміцнення конструкції тролейбуса; обшивка боковин, передка, задка та даху виконувалася зі сталевих панелей. Зміцнення у тролейбуса потребував дах, по-перше через встановлення електрообладнання він мав бути міцнішим, і ще одна цікава деталь, що Київ-5ЛА як і ЛАЗ-695Б мав засклені скати даху по боках, засклені скати даху можна побачити на ПАЗ-672 і у ранніх модифікаціях ЛАЗ 695.
Що стосується самого тролейбуса, то він з точністю повторяв автобус ЛАЗ-695Б, оскільки він мав той же самий кузов, він мав досить округлі форми, лобове скло було побільше, аніж у Київ-4, однак лишалося все ж досить малим. Виділявся Київ-5ЛА відсутністю емблеми Київського заводу електротранспорту, що мала б кріпитися до кузова, замість неї у нього була емблема ЛАЗу у вигляді великої літери «Л», на К-5ЛА емблема була як надпис «Київ-5», і у Одеських машин це була ЛАЗівська літера «Л». Над лобовим склом тролейбуса містився «козирок», на якому розміщувався довгастий рейсовказівник, який у Київ-4 був набагато меншим і його вистачало лише для номера маршруту.
Кузови ЛАЗів приходили на КЗЕТ та ОдАЗ, і на заводах ставили електрообладнання та електричний двигун. Електричний двигун постійного струму, що ставився на Київ-5ЛА був той же, що ставили на «Київ-2» та «Київ-4» був московським ДК-202Б, що застосовувався на МТБ-82; і ставився не тому, що не хотіли ставити сучасніших, а тому що інших та кращих і не було. Динамівський тяговий електродвигун мав потужність у 86 кіловатів, і був достатньо потужним для Київ-5 з меншою масою, аніж у Київ-2/4, для яких цей ТЕД був досить малопотужним. Розміщувався він у задньому звисі. Ведучим мостом у тролейбуса був задній, крутний момент, що створювався тяговим електродвигуном передавався карданною передачею на задні тягові колеса. Електрообладнання було узяте з Київ-4 (у нього відповідно з «Київ-2», а у «Київ-2» з «МТБ-82»), тому система керування тяговим електродвигуном залишилася неавтоматичною реостатно-контакторною. Гальмівна система була електродинамічною/пневматичною: спершу у дію вступало електрогальмо (гальмування ТЕД'ом), потім пневмогальмо. Системи штанговловлювання у тролейбуса не було, тоді канати для знімання штанг прив'язували до драбини у задньому звисі, або на крюки, що кріпилися до кузова.
Салон тролейбуса Київ-5ЛА порівняно з ЛАЗом жодних змін не зазнав, та був аналогічний йому — до нього вели дві вузькі (трипілкові передні, чотирипілкові заді) двері ширмового типу, і через вузькість вони були досить незручними; вони знаходилися у передньому та задньому звисах. Слід відзначити, що і салон Київ-5ЛА був доволі маломістким, тісним та незручним. Салон мав чотирирядне планування — з кожного боку встановлювалося по 2 сидіння, які були напівжорсткими, через велику кількість сидінь та 4-рядне планування (задній ряд мав їх 5 штук) салон був тісним, а от у Київ-4 він був просторішим (у Київського тролейбуса К-4 було трирядне планування). Місткість Київ-5ЛА була невеликою — близько 60 пасажирів міг вміщувати цей тролейбус. Вентиляція у салоні забезпечувалася зсувними кватирками, що були влаштовані у бокові вікна, а також даховим люком спереду. Система опалення була доволі слабкою, тому у тролейбусі тепло зимою не було.
Окремої кабіни водія, як такої не було. А водійське місце було практично ідентичне ЛАЗ-695 того часу, і воно було дещо краще, аніж у Київ-2 і Київ-4. Особливого комфорту не було, однак і кращих на той час у СРСР не було. Водійське крісло могло регулюватися, та було кращим за пасажирські (у К-2 з К-4 воно було ідентичне пасажирським). Приборна панель стала більшою та зручнішою, ніж у Київ'ів: тут були наявні спідометр розцифрований до 120 км/год, манометри пневмосистеми та показник бортової напруги. Органи керування були представлені переважно тумблерами. Ще одна особливість приладової панелі — у наявності годинника; до того ж, у тролейбуса, як і у автобуса ЛАЗа були окремі механічні вхідні двері для водія з лівого боку. У тролейбуса було, як і потрібно — дві великі педалі «на усю ногу», акселератор праворуч від рульової колонки, гальмо — зліва.

## Разом випущено машин
- Львівський автобусний завод — 10 машин;
- Київський завод електротранспорту — 75 машин;
- Одеський автоскладальний завод — 476 машин;

Разом випущено: 551 тролейбус.

## Технічні характеристики
- Модель: «Київ-5»
- Також називався: ЛАЗ-695Т, Київ-5ЛА, ОдАЗ-695Т
- Виробник: Київський завод електротранспорту; Львівський автобусний завод; Одеський автоскладальний завод
- Роки виробництва: 1963—1965
- Кількість випущених екземплярів: ~550 (разом)
- Подібні моделі: БТЛ-62
- Роки експлуатації у УРСР: 1963—1972

Технічна характеристика тролейбуса «Київ-5ЛА»,«ЛАЗ-695Т»,«ОдАЗ-695Т»
| Довжина, мм                      | 9220                                     |
| Ширина, мм                       | 2500                                     |
| Висота, мм                       | 3050                                     |
| Колісна база, мм                 | 4190                                     |
| Передній звис, мм                | 2160                                     |
| Задній звис, мм                  | 2870                                     |
| Кліренс, мм                      | 320                                      |
| Колісна формула                  | 4×2                                      |
| Споряджена маса, кг              |                                          |
| Повна маса, кг                   | 11120                                    |
| Кут з'їзду/виїзду                | 11/12                                    |
| Ведучий міст —                   | задній                                   |
| Ширина дверних пройм, см         |                                          |
| Кількість дверей                 | 2 (3/4-пілкові)                          |
| Тип                              | ширмовий                                 |
| Кількість сидячих місць, шт      | 32                                       |
| Планування салону                | чотирирядне                              |
| Ширина проходу між рядами, см    |                                          |
| Ширина між боковими стінками, см |                                          |
| Повна місткість, чол             | 55-60                                    |
| Гальмівна система                | електродинамічна/пневматична двоконтурна |
| Електродвигун (тяговий)          | ДК-202Б                                  |
| Потужність, кіловат              | 86                                       |
| Тип                              | постійного струму                        |
| СУ тяговим двигуном              | РКСУ неавтоматична                       |
| Максимальна швидкість, км/год    | 50                                       |

## Цікаві факти
- У Житомирі один Київ-5ЛА працював з причепом.
- На цей тролейбус покладалися сподівання, про нього писали у газетах, щоправда, сподівань машина не виправдала.